# My Worlds: The Collection
My Words: The Collection è la prima compilation del cantante canadese Justin Bieber. L'album è stato pubblicato in numerosi stati europei il 19 novembre del 2010. L'album contiene due dischi: il primo disco è My World Acoustic (2010) e il secondo disco è My Words (2010), il quale è una compilation di My World (2009) e My World 2.0 (2010). My Words: The Collection contiene anche la ballata "Pray", una collaborazione con Jaden Smith "Never Say Never", e i remixes di "Somebody To Love". Le nuove versioni delle canzoni, sono state prodotte da Dan Kanter, Kuk Harrell e Rob Wells.

## Tracce
1. One Time – 3:35
2. Favorite Girl – 4:16
3. Down to Earth – 4:05
4. Bigger – 3:17
5. One Less Lonely Girl – 3:49
6. First Dance (featuring Usher) – 3:42
7. Love Me – 3:13
8. Common Denominator – 4:10
9. Baby (featuring Ludacris) – 3:33
10. Somebody to Love – 3:40
11. Stuck in the Moment – 3:42
12. U Smile – 3:16
13. Runaway Love – 3:32
14. Never Let You Go – 4:24
15. Overboard (featuring Jessica Jarrell) – 4:11
16. Eenie Meenie (with Sean Kingston) – 3:22
17. Up – 3:54
18. That Should Be Me – 3:54

1. Kiss and Tell – 3:47
2. Where Are You Now? – 4:27